# Stadionul Orăşenesc (Rybnica)
Stadionul Orăşenesc – stadion piłkarski w mieście Rybnica, w Mołdawii (Naddniestrzu). Swoje mecze rozgrywa na nim drużyna piłkarska Iscra-Stali Rybnica. Stadion może pomieścić 1 000 widzów.